# Mawlamyine
Mawlamyine, tidligere Moulmein, er hovedstaden og den største by i staten Mon-staten i Myanmar. Det er den tredje største by i Myanmar med en befolkning på 300.000. Byen var hovedstad i Britisk Burma fra 1827 til 1852. 
Mawlamyine er kendt fra Rudyard Kiplings digt Mandalay, hvor de første linjer lyder:
Ved den grå Moulmein Pagode, med sit blik mod havets blå
sidder der en Burma-pige, det er mig hun tænker på
George Orwells berømte essay Jeg skyder en elefant foregår i Mawlamyine (Moulmein).
16°29′05″N 97°37′33″Ø / 16.4847°N 97.6258°Ø